# Municipio de Alamota
El municipio de Alamota (en inglés: Alamota Township) está ubicado en el condado de Lane, en el estado de Kansas (Estados Unidos).

## Geografía
El municipio de Alamota se encuentra ubicado en las coordenadas 38°24′28″N 100°19′10″O / 38.40778, -100.31944. Según la Oficina del Censo de los Estados Unidos, en 2010 tenía una superficie total de 414,02 km², toda ella correspondiente a tierra firme.

## Demografía
Según el censo de 2010, el municipio de Alamota estaba habitado por 91 personas y su densidad de población era de 0,22 hab/km². Según su raza, el 95,6% de los habitantes eran blancos, el 1,1% asiáticos, el 1,1% nativos de Hawái o isleños del Pacífico, y el 1,1% de otras razas. Además, el 1,1% pertenecían a dos o más razas y, del total de la población, el 1,1% eran hispanos o latinos de cualquier raza.